# Braunsel (Naturschutzgebiet)
Das Naturschutzgebiet Braunsel  liegt auf dem Gebiet der Gemeinden Emeringen und Rechtenstein im Alb-Donau-Kreis in Baden-Württemberg.

## Kenndaten
Das Schutzgebiet entstand am 10. Januar 1991 durch Verordnung des Regierungspräsidiums Tübingen mit der Schutzgebietsnummer 4175. Diese Verordnung wurde im Gesetzblatt für Baden-Württemberg am 28. Februar 1991 veröffentlicht und trat danach in Kraft. Der CDDA-Code lautet 162543  und entspricht der WDPA-ID.

## Lage
Das Gebiet liegt zwischen den Gemeinden Emeringen und Rechtenstein. Es umfasst den gesamten Lauf der Braunsel und die Flächen zwischen dem Gewässer und der Donau. Es grenzt fast in seiner vollen Länge an das 582 Hektar große Naturschutzgebiet Flusslandschaft Donauwiesen zwischen Zwiefaltendorf und Munderkingen. Das Schutzgebiet grenzt nördlich an zwei Landschaftsschutzgebiete. Es gehört vollständig zum FFH-Gebiet Nr. 7823-341 Donau zwischen Munderkingen und Riedlingen und zum Europäischen Vogelschutzgebiet Nr. 7624-441 Täler der Mittleren Flächenalb. Es liegt im Naturraum 095-Mittlere Flächenalb innerhalb der naturräumlichen Haupteinheit 09-Schwäbische Alb.

## Schutzzweck
Wesentlicher Schutzzweck ist gemäß Schutzgebietsverordnung die langfristige Sicherung und Pflege der Donauwiesen und des Laufs der Braunsel als Lebensraum für Brutvögel und durchziehende Vogelarten sowie der steilen Wald‑, Heide‑ und Felspartien für die darauf angewiesenen Tier‑ und Pflanzenarten.